# Северо-западное военное училище Святого Иоанна
Северо-западное военное училище Святого Иоанна (англ. St. John’s Northwestern Military Academy), до 1995 года называлось Военное училище Святого Иоанна (англ. St. John’s Military Academy) — частное военное училище в городе Делафилд, штат Висконсин, США. Основано в 1884 году Сидни Т. Смитом как училище для мальчиков, нацеленное на их подготовку для «обучения в университете и для жизни». В 1995 году Военное училище Святого Иоанна объединилось с Северо-западным военно-морским училищем и стало называться «Северо-западное военное училище Святого Иоанна». Среди известных выпускников училища: советолог и бывший посол США в СССР Джордж Фрост Кеннан, американский актёр Спенсер Трейси, американский государственный деятель Куртис Рузвельт (внук экс-президента США Франклина Делано Рузвельта), президент Панамы Мартин Торрихос Эспино и кришнаитский гуру Джаяпатака Свами.
В военном училище Святого Иоанна проходили съёмки эпизодов фильма Билли Уайлдера «Майор и малютка» (1942), в котором главные роли сыграли Рэй Милланд, Роберт Бенчли и Джинджер Роджерс. Предположительно, Уайлдер использовал училище для съёмок по причине того, что ранее в нём учился его друг Спенсер Трейси. Училище Святого Иоанна также упоминается в фильме «Аполлон-13» как школа, в которой учился сын Джеймса Ловелла. Фильм «Омен 2: Дэмиен» был снят на кампусе Северо-западного военно-морского училища.

## Известные выпускники
- Дениэл Гербер (Военное училище Святого Иоанна, выпуск 1916 года) — американский бизнесмен, основатель компании Gerber Baby Foods.
- Джаяпатака Свами (Военное училище Святого Иоанна, выпуск 1965 года) — кришнаитский гуру.
- Эдвард Крэйг (Военное училище Святого Иоанна, выпуск 1917 года) — американский генерал, командовал морской пехотой США в Битве за Иводзиму.
- Джордж Кеннан (Военное училище Святого Иоанна, выпуск 1922 года) — посол США в СССР (1952) и Югославии. Один из авторов «плана Маршалла».
- Фрэнк Ратдже (Военное училище Святого Иоанна, учился в 1903 году) — президент Американской ассоциации банкиров во время Второй мировой войны. Не завершил учёбу, но получил почётный диплом в 1959 году.
- Куртис Рузвельт (Северо-западное военно-морское училище, выпуск 1948 года) — американский государственный деятель, старший внук президента США Франклина Делано Рузвельта. Служил делегатом, представлявшим США в ООН.
- Даниэл Ростенковски (Военное училище Святого Иоанна, выпуск 1946 года) — политик-демократ, член Палаты представителей.
- Мартин Торрихос Эспино (Военное училище Святого Иоанна, выпуск 1981 года) — президент Панамы.
- Спенсер Трейси — американский актёр, лауреат двух премий «Оскар».
- Джордж Уилсон (Военное училище Святого Иоанна, выпуск 1933 года) — американский футболист, играл за «Чикаго Бэарз» (1937—1946), затем был тренером «Детройт Лайонс», после чего стал первым тренером «Майами Долфинс».